# عبد العزيز الحربي (لاعب كرة قدم مواليد 1984)
عبد العزيز المجيدلي الحربي مواليد 16 يناير 1984 في السعودية، هو لاعب كرة قدم سعودي.

## بداياته
لعب مع نادي الحوراء ونادي الأنصار ونادي التعاون ونادي أحد ونادي النهضة.